# Line Bonde
Line Bonde (født ca. 1979) er en dansk jagerpilot. I juli 2006, 27 år gammel, blev hun den første kvindelige danske jagerpilot, der flyver en F-16 jet fighter.

## Biografi
Hun voksede op i Billund, Jylland, i skolen, var hun en stærk svømmer, og blev senere en af de bedste i Danmark. Men svømning var ikke nok for hende og da hun engang deltog i en prøveflyvning i en Hercules hos det danske flyvevåbnet, vidste hun, at hun ville være pilot.